# Nicola Tacchinardi
Nicola Tacchinardi, także Niccolò (ur. 3 września 1772 w Livorno, zm. 14 marca 1859 we Florencji) – włoski śpiewak operowy, tenor.

## Życiorys
W latach 1789–1797 występował jako wiolonczelista we florenckim Teatro della Pergola. Następnie poświęcił się karierze śpiewaczej, w 1804 roku występował w Livorno, Pizie, Florencji i Wenecji. W 1805 roku debiutował na deskach mediolańskiej La Scali, w tym samym roku wziął udział w uroczystości koronacji Napoleona Bonaparte na króla Włoch. W kolejnych latach śpiewał w Rzymie (1806–1807 i 1809–1811), Bergamo, Bolonii (1809) i Turynie (1810–1811). Od 1811 do 1814 roku występował na deskach Théâtre de l’Odéon i Théâtre des Italiens w Paryżu, gdzie grał w operach m.in. N. Zingarellego, F. Paëra, W.A. Mozarta, G. Paisiella i D. Cimarosy. W latach 1815–1817 występował w Madrycie i Wiedniu, następnie po 1818 roku ponownie na scenach włoskich. W 1822 roku objął funkcję primo cantante di cappella na dworze wielkiego księcia Toskanii. W 1831 roku przeszedł na emeryturę i zajął się działalnością pedagogiczną, jego uczennicą była m.in. Erminia Frezzolini.
Jako śpiewak był ceniony przez Gioacchina Rossiniego i Giacoma Meyerbeera. Jego córką była śpiewaczka Fanny Persiani. Opublikował pracę Dell’opera in musica sui teatro italiano e de’ suoi difetti (Florencja 1833).
W mediolańskiej La Scali znajduje się marmurowe popiersie Tacchinardiego, dłuta Antonia Canovy.